# Marco Damasceno
Marco Gabriel Damasceno Alves, genannt Marco Damasceno, (* 11. April 1996 in Brasília) ist ein brasilianischer Fußballspieler. Der Rechtsfuß wird im Angriff oder im offensivem Mittelfeld eingesetzt.

## Karriere
Marco Damasceno startete seine Laufbahn in der Jugendmannschaft des Athletico Paranaense. Mit den Jugendmannschaften des Klubs nahm der Spieler auch an einigen internationalen Turnieren teil. Hierbei präsentierte es sich so gut, dass er zu Sichtungen von Sporting Braga und Real Madrid eingeladen wurde. Eine Verpflichtung erfolgte aber nicht.
Bei Athletico Paranaense schaffte der Spieler 2014 den Sprung in den Profikader. In der Série A wurde er in der 76. Minute eingewechselt. In die Saison 2016 startete Damasceno mit Athletico Paranaense zunächst in der Primeira Liga do Brasil 2016 und der Staatsmeisterschaft von Paraná. Noch im März des Jahres wurde er an den Sampaio Corrêa FC ausgeliehen. Für diesen bestritt Damasceno sechs Spiele, eines im Copa do Nordeste, drei in der Staatsmeisterschaft von Maranhão und zwei im Copa do Brasil. Am 8. Juni 2016 wurde Damasceno von dem Klub wegen Undiszipliniertheit freigestellt.
Am 21. Juni 2016 wechselte der Spieler zum SC Internacional. Hier kam er zu keinen Einsätzen und ging am 1. August 2016 zum Londrina EC. Der Kontrakt lief bis Ende 2018, wurde aber bereits am 29. August 2016 wieder beendet, ohne dass Damasceno zu Einsätzen kam.
Zur Saison 2017 kam Marco Damasceno bei Grêmio Osasco Audax unter Vertrag. Hier bestritt er ein Spiel im Copa do Brasil, eines in der Staatsmeisterschaft von São Paulo und zwei in der Série D. Ein Tor gelang ihm dabei nicht. Im September wechselte er zu Associação Ferroviária de Esportes, mit welchem er erfolgreich im Staatspokal von São Paulo antrat (elf Spiele, zwei Tore). 2018 lief er zunächst wieder für Ferroviária auf, in der Staatsmeisterschaft bestritt er sechs torlose Spiele. Im September 2018 ging Damasceno zurück zu Grêmio Audax um nunmehr mit diesem im Staatspokal anzutreten.
Zur Austragung der Staatsmeisterschaft von Minas Gerais 2020 unterzeichnete Damasceno beim AA Caldense. Hier verblieb er, bis die Austragung wegen der COVID-19-Pandemie unterbrochen wurde. Im August des Jahres unterzeichnete erneut bei dem Klub, um mit diesem an der Série D teilzunehmen. Im Januar 2021 gab Grêmio Osasco Audax bekannt, Damasceno zum dritten Mal zu verpflichten. Nach Austragung der Staatsmeisterschaft wechselte Damasceno zum AD São Caetano. Mit dem Klub trat er noch in zwölf Spielen (drei Tore) im Staatspokal von São Paulo an. Im Dezember des Jahres wurde sein Vertrag mit dem Klub verlängert.
Im Juni 2022 wechselte Damasceno zur AS Arapiraquense. Nach Beendigung der Spiele in der Série D, ging seine Reise weiter. Er kam zum Flamengo SC in Arcoverde. In die Saison 2023 startet er mit dem São José EC in der Staatsmeisterschaft von São Paulo. Seit deren Beendigung im April ist er ohne neue Anstellung.

## Erfolge
Paranaense U-20
- Copa del Agatha: 2014[12]
- Blue Stars/FIFA Youth Cup: 2014

Ferroviária
- Staatspokal von São Paulo: 2017